# Hazard Rock
Der Hazard Rock (von englisch hazard ‚Gefahr, Risiko, Wagnis‘; in Argentinien Roca Azar von spanisch azar ‚zufällig‘) ist ein 1 m hoher Klippenfelsen vor der Danco-Küste des Grahamlands im Norden der Antarktischen Halbinsel. Er ragt 4 km nordöstlich des Kap Renard auf der Ostseite der Butler-Passage aus dem Meer auf.
Lieutenant Commander Frank William Hunt (* 1922) von der Royal Navy benannte ihn im Zuge der 1952 durchgeführten Vermessungen. Namensgebend ist der Umstand, dass der Felsen eine Gefahr für Schiffe darstellt, welche die Butler-Passage durchfahren.